# Andrei Ionescu
Andrei Ionescu (Craiova, 29 maart 1988) is een Roemeens voetballer spelend voor FC Eindhoven.
Ionescu werkte een groot deel van zijn jeugdopleiding af bij Universitatea Craiova, waar hij werd opgemerkt door het Nederlandse PSV. Na een jaar in de jeugdacademie van de Nederlandse club keerde hij terug naar Roemenië waar hij zijn professionele debuut maakte bij Universitatea Craiova in de Liga 1.
Op 24 augustus 2008 tekende hij een vijfjarig contract bij Steaua Boekarest. Omwille van de beperkte speelkansen die er voor hem waren speelde hij op twee seizoenen slechts zestien competitiewedstrijden. Onder coach Cristiano Bergodi maakte hij in zijn tweede seizoen bij de club wel zijn debuut in de UEFA Europa League. Door een overaanbod in de spelerskern werd Ionescu in 2010 uitgeleend aan Politehnica Iași. In de helft van het seizoen 2010/11 werd hij verwezen naar de B-kern van Boekarest. Op 31 augustus 2011 tekende hij uiteindelijk een contract bij het Belgische Antwerp FC. Op 4 februari 2016 werd bekend dat hij op amateurbasis aansluit bij FC Eindhoven waar hij al enkele weken trainde.

## Erelijst

### Club
Steaua Boekarest
- Roemeense beker

2011
 Ferencváros
- Hongaarse League Cup

2013
 FC Voluntari
- Roemeense beker

2017
- Roemeense Supercup

2017